# Шатрище (Шосткинський район)
Шатри́ще — село в Україні, у Ямпільській селищній громаді Шосткинського району Сумської області. Населення становить 918 осіб. До 2020 орган місцевого самоврядування — Шатрищенська сільська рада.

## Географія
Село Шатрище розташоване на правому березі річки Косичиха, вище за течією на відстані 1,5 км розташоване село Деражня. На відстані 1 км розташоване село Скобичівське. До села примикає великий лісовий масив (сосна).

## Назва
Руські воїни в походах проти половців у ХІІ столітті ставили намети, або «шатри», які згодом обростали поселеннями селян. Від слова «шатри» й походить назва села Шатрище[джерело?].

## Символіка
У верхній частині герба зображено золоте шатро на червоному тлі. Шатро символізує назву села (герб є промовистим), червоне тло - село вперше згадується в часи Київської Русі. В нижній частині герба зображений золотий глиняний глечик з срібний відблиском на зеленому тлі. Споконвіку Шатрище славилось своїми гончарними виробами. Зелене тло символізує великий лісовий масив біля села.

## Історія
За легендою, назва села пов'язана з тим, що на другий день свого походу на половців князь Ігор Святославич зупинився на відпочинок якраз на місці сучасного села Шатрище. Дату походу — 1185 рік — можна вважати вихідною для встановлення віку поселення[джерело?].
Край села знайдено невичерпні поклади рудої глини високої якості. Також тут є поклади білої та сірої глини. Споконвіку Шатрище славилось своїми гончарними виробами. Майже в кожному дворі під навісом був гончарний круг. Горщики, глечики, миски, полумиски продавалися на ярмарках Чернігова, Орла, Севська, Глухова та інших міст та містечок України. Традиції та секрети гончарного ремесла передавалися з покоління в покоління. Справжніми майстрами своєї справи були: О. І. Конюхов. М. П. Насико, В, М. Литовський, К. М. Конюхов. Цікаво, що до революції на території села діяв цегельний завод, продукція якого експортувалася до Франції[джерело?].
Готуючись до битви під Полтавою у 1708—1709 артилеристи Петра І використовували для зберігання пороху Шатрищенські макітри та глеки. Є згадки, що Петро І побував у Шатрищах, де стояла частина його війська.
Радянську окупація розпочалась у січні 1918 року.
У 1929 році, під час примусової колективізації, були створені колгоспи «Червона поляна», «Паризька комуна» та «імені Леніна».
Село постраждало від голодомору 1932—1933 років.
У 1937 році було репресовано поета та письменника Василя Яковича Баска.
У німецько-радянській війні брало участь 630 жителів, 470 з них загинули, 160 — нагороджені орденами й медалями За роки окупації знищено всі виробничі будови, спалили 560 будинків мешканців, вбили 52 особи мирного населення.
Село звільнено 6 вересня 1943 року силами 193-ї та 354-ї стрілецьких дивізій. У братській могилі в центрі села покояться 487 радянських солдатів.

## Сьогодення
На даний час на території села працює цегельний завод, відроджено Михайлівську церкву УПЦ Московського патріархату. Також до послуг жителів — сільська лікарська амбулаторія, школа, бібліотечна філія Ямпільської ЦБС, Будинок культури.
У 2000 році на базі реформованого КСП «Авангард» створено більш 100 одноосібних приватних господарств.
Село газифіковано.
12 червня 2020 року, відповідно до розпорядження Кабінету Міністрів України № 723-р «Про визначення адміністративних центрів та затвердження територій територіальних громад Сумської області», село увійшло до складу Ямпільської селищної громади.
19 липня 2020 року, в результаті адміністративно-територіальної реформи та ліквідації Ямпільського району, село увійшло до складу новоутвореного Шосткинського району.

## Відомі мешканці

### Уродженці
- П'ясецький Гаврило Михайлович — історик-краєзнавець Орловської губернії, магістр богослов'я, статський радник, потомствений дворянин.